# Département de San Justo (Córdoba)
Pour les articles homonymes, voir San Justo.
Le département de San Justo est une des 26 subdivisions de la province de Córdoba, en Argentine. Son chef-lieu est la ville de San Francisco.
Le département a une superficie de 13 677 km2. Sa population s'élevait à 190 182 habitants au recensement de 2001.

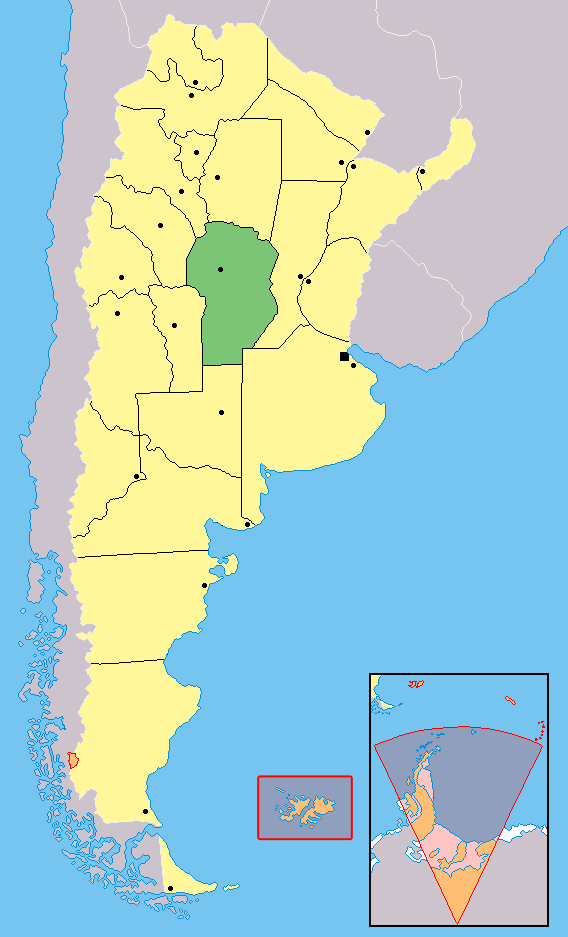
Localisation de la province de Córdoba en Argentine.